# Mario Segre
Mario Segre (geboren 16. Oktober 1904 in Turin; gestorben 24. Mai 1944 im KZ Auschwitz) war ein italienischer Epigraphiker.

## Leben
Segre studierte Klassische Philologie in Genua und war anschließend von 1927 bis 1933 als Lehrer für Latein und Griechisch an verschiedenen Schulen tätig. 1930 erhielt er ein Forschungsstipendium der italienischen archäologischen Schule in Athen (Scuola Archeologica Italiana di Atene) und gewann im folgenden Jahr einen Wettbewerb des historisch-archäologischen Instituts in Rhodos. In den folgenden Jahren nahm Segre an archäologischen und epigraphischen Forschungen im Dodekanes teil, der zu dieser Zeit von Italien besetzt war, unternahm aber auch Exkursionen in die Türkei. Er bereitete ein Corpus der antiken griechischen Inschriften des Dodekanes (neben Rhodos vor allem Kos und Kalymnos) vor. 1934 wurde er Dozent für Epigraphik an der Universität Mailand, 1936 Mitarbeiter des Regio Istituto di Archeologia e Storia dell’Arte in Rom.
1938 wurde Segre zwangspensioniert, da die italienischen Rassengesetze wegen seiner „jüdischen“ Herkunft die Weiterbeschäftigung verboten. Seinen für den internationalen Epigraphik-Kongress 1938 in Amsterdam vorgesehenen Vortrag über die Inschriften von Kalymnos durfte er nicht halten. Nach einem Forschungsaufenthalt in London kehrte er nach Italien zurück, um die Bearbeitung des begonnenen Inschriften-Corpus fortzusetzen. 1940 musste er seine Forschungsarbeiten im Dodekanes einstellen und nach Rom zurückkehren, wo er von Privatunterricht, Übersetzungs- und Redaktionsarbeiten lebte, gedeckt von seiner  Kollegin Luisa Banti.
Bei der Räumung des jüdischen Ghettos von Rom durch die deutschen Besatzer im Oktober 1943 wurden Segres Mutter und Schwester deportiert und starben im Vernichtungslager Auschwitz bzw. auf dem Weg dorthin. Segre, seine Frau und ihr 1942 geborener Sohn konnten sich zunächst in das als exterritorial geltende schwedische altertumswissenschaftliche Institut in Rom retten, wurden aber am 5. April 1944 festgenommen und in das KZ Auschwitz deportiert. Dort wurde Segre mit seiner Familie am 24. Mai 1944 ermordet.
Seine Editionen der Inschriften von Kalmynos und Kos konnte Segre selbst nicht mehr fertigstellen. Sie erschienen postum, im Fall der Inschriften von Kos erst mehrere Jahrzehnte nach seinem Tod.

## Schriften
- Tituli Calymnii. Ist. Ital. d’arti graf., Bergamo 1952 (Annuario della Scuola Archeologica di Atene e delle missioni italiane in Oriente; N.S. 6/7 = 22/23; darin S. X–XIV eine Biographie Segres [nicht eingesehen]).
- Iscrizioni di Cos. Band 1 in 2 Teilbänden. L’Erma di Bretschneider, Roma 1993. Band 2. Quasar, Roma 2007.